# Gunnar "Nu" Hansen
 Der er flere personer med dette navn, se Gunnar Hansen.
Gunnar Valdemar Hansen eller Gunnar "Nu" Hansen (født 20. oktober 1905 i København, død 5. januar 1993 smst) var dansk sportsjournalist, kendt for sit mangeårige virke hos Danmarks Radio.

## Liv og karriere
Gunnar voksede op på Nørrebro i København, han var søn af Niels Peder Hansen (1878-1926) og Kersti Pehrson (1880-1941). Han kom i journalistlære og i 1925 blev han ansat ved Dagbladet København, han var derefter ved forskellige aviser, inden han i 1935 bliver ansat ved Danmarks Radio. Året inden var han blevet gift med damefrisøren Elly Gerda Rasmussen. Efter ansættelse ved DR gjorde han sig berømt i Danmark ved sin reportage fra de Olympiske lege i Berlin i 1936, da han refererede fra blandt andet svømmekonkurrencerne med "lille henrivende Inge".
Gunnar Hansen påtog sig også opgaver for det private erhvervsliv, blandt andet indtalingen af Politikens filmjournal, en ugerevy, der blev produceret i årene 1949-1954 og rapporterede om begivenheder i Danmark og i udlandet. Han indtalte eksempelvis speaken til reportagen Kaptajn Carlsens kamp for "Flying Enterprise" om Kaptajn Kurt Carlsens forsøg på at redde det skæve skib Flying Enterprise omkring jul/nytår 1951.
Han er også kendt for at have indtalt rollen som banekommentatoren på racerbanen, i den danske version af den norske animationsfilm, Bjergkøbing Grand Prix fra 1975.
Men det blev som referent fra det danske fodboldlandsholds kampe i Danmark og udlandet, at han gjorde sig særligt bemærket. Fordi hans hjerte især bankede for fodbolden, som han selv dyrkede aktivt som ung, måske fordi fodbolden dengang var nationalsporten, og Gunnar "Nu" kunne fortælle levende om det rød-hvide dannebrogsflag, der strålede om kap med solen på en blå himmel og en grøn bane.
Senere blev han redaktør for TV Sporten, hvor hans levende tale dog blev noget begrænset af det nye medie, hvor billederne talte deres eget tavse sprog. Han var i mange år ansat i Danmarks Radio, som han forlod i 1976 efter 41 år.

## Hædersbevisninger
- Gunnar "Nu" Hansen fik en plads opkaldt efter sig: Gunnar Nu Hansens Plads på Østerbro i København tæt ved Idrætsparken. Her blev der rejst en buste af Gunnar med mikrofonen solidt placeret i hånden.
- Omtales i bogen Det 20. århundrede - De 100 mest betydningsfulde personer i Danmark redigeret af Connie Hedegaard og Claus Hagen Petersen.
- Optaget i dansk idræts Hall of Fame.